# Piccola rapsodia dell'ape/Raccogli le nuvole
Piccola rapsodia dell'ape/Raccogli le nuvole è il singolo estratto dall'album omonimo delle Orme nel 1980: con questa pubblicazione classicheggiante, il complesso conclude, almeno per il momento, la sua collaborazione con la casa discografica Philips Records.
- Nel pezzo strumentale Piccola rapsodia dell'ape si succedono liberamente diversi temi melodici, di qui il termine rapsodia; gli strumenti acustici ritraggono il ronzio e il movimento delle api in un'atmosfera dai colori cangianti, anche se prevale in genere il tono drammatico.
- Sul retro del 45 giri viene pubblicata la canzone Raccogli le nuvole. Si tratta di un brano in cui il cantante Aldo Tagliapietra rinuncia, perlomeno nel ritornello, all'uso del falsetto che tanto aveva contribuito alla popolarità del gruppo.

In via eccezionale, testo e musica sono, oltre che di Pagliuca-Tagliapietra, di Germano Serafin. Nonostante si tratti di un singolo estratto, entrambi i pezzi furono esclusi dall'antologia discografica Studio Collection 1970-1980, che pure include diverse canzoni dell'album.
Raccogli le nuvole venne inserita nella selezione del Festivalbar 1980 comparendo anche sul doppio album annuale edito in quell'anno dalla EMI.

## Formazione
- Tony Pagliuca – pianoforte
- Aldo Tagliapietra – voce, violoncello, chitarra
- Michi Dei Rossi – vibrafono, percussioni, glockenspiel, marimba
- Germano Serafin - violino, chitarra